# Beth Mead
Beth Mead (Whitby, 1995. május 9. –) Európa-bajnok angol női válogatott labdarúgó, az Arsenal támadója.

## Pályafutása

### A válogatottban
A 2022-es hazai rendezésű Európa-bajnokságon győztes angol válogatott legeredményesebb játékosaként 6 gólja mellett 5 gólpasszt is kiosztott.

## Sikerei

### Klubcsapatokban
Angol bajnok (1):
- Arsenal (1): 2018–19

 Angol ligakupa-győztes (1):
- Arsenal (1): 2018

 Angol másodosztályú bajnok (3):
- Sunderland (3): 2012, 2013, 2014

### A válogatottban
Anglia
- Európa-bajnok: 2022
- SheBelieves-kupa győztes (1): 2019[2]

### Egyéni
- Az év játékosa (FWA) (1): 2021–22